# Хілкова Ганна Михайлівна
Га́нна Миха́йлівна Хілко́ва (рос. Анна Михайловна Хилкова; 16(28) лютого 1837, Москва — 1909) — російська княгиня. Донька історика-архівіста Михайла Оболенського, видавець (разом із чоловіком) його рукописної спадщини. Власниця Довжоцького ключа з п'яти поселень біля Кам'янця-Подільського. Фундаторка нових будівель двох церков — у селах Довжок і Шутнівці нинішнього Кам'янець-Подільського району. Засновниця Довжоцького спиртового заводу — найстарішого підприємства харчової промисловості України .

## Біографія

### Основні відомості
26 серпня (7 вересня) 1856 року 19-річна Ганна Оболенська стала фрейліною імператриці Марії Олександрівни — дружини Олександра II. 1862 року помер єдиний брат Ганни Оболенської — 23-річний Олексій (народився 31 серпня (12 вересня) 1839 року в Москві). За деякими даними, він потонув , проте, за довідкою архівіста, історика Москви Миколи Чулкова, він повісився у батьківському будинку на Арбаті .
21 квітня (3 травня) 1863 року одружилася з князем Григорієм Дмитровичем Хілковим (народився 24 серпня (5 вересня) 1835 року).

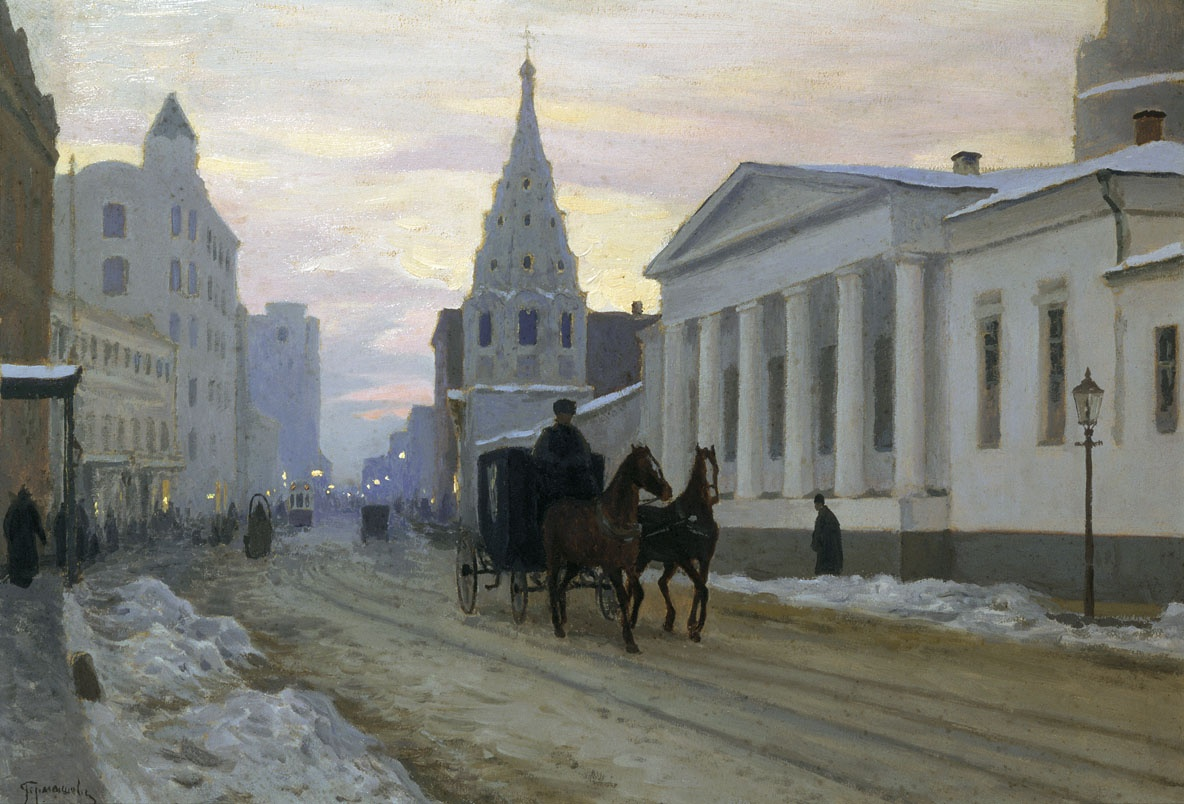
Будинок Хілкової (з колонами) на картині Михайла Гермашева «Стара Москва. Вулиця Арбат» (початок XX століття)

12(24) січня 1873 року в Санкт-Петербурзі помер батько. Його поховали в родовому маєтку — в селі Глухово Дмитровського повіту Московської губернії .
26 липня (7 серпня) 1885 року, не доживши чотири тижні до свого 50-річчя, помер чоловік Григорій Дмитрович — віце-президент Імператорського скакового товариства . Невдовзі, 16(28) вересня 1885 року, померла мати — княгиня Олександра Олексіївна Оболенська . Григорія Дмитровича та Олександру Олексіївну поховано поруч — на Ваганьковському кладовищі. Так 48-річна Ганна Хілкова залишилася сама.
Ганна Михайлівна мала власний будинок у Кам'янці-Подільському — в Старому місті на вулиці Утьосистій (нині Успенська). 1891 року в цьому будинку, зокрема, мешкали архіваріус Подільської духовної консисторії — титулярний радник Петро Осипович Сливич, лікар Вільгельм Іванович Фаренгольц .
1900 року княгиня Хілкова була віце-президентом Кам'янець-Подільського товариства скачок і кінського бігу (президентом був подільський губернатор — генерал-майор Михайло Костянтинович Сем'якін) . У сільськогосподарському розділі адрес-календаря «Вся Росія» за 1902 рік зазначено, що княгиня Хілкова, яка мала при селі Довжок 2249 десятин землі, займалася лісівництвом, мала винокурний, сушильний і кінський заводи.
На кінському заводі в селі Довжок вирощували коней для верхової їзди та для запрягання: чистокровних і напівкровних англійських, рисаків. Завод, порівняно з іншими кінськими заводами Кам'янецького повіту, був великим (за даними на 1902 рік). Костянтин Родіонов, який у дитинстві жив у селі Глухово Дмитровського повіту, де сусідами сім'ї архітектора Сергія Родіонова була сім'я князя Миколи Миколайовича Оболенського, улюбленого племінника княгині Хілкової, згадував: «На новосілля княгиня Хілкова з кам'янець-подільського маєтку прислала в Глухово дивну трійку буланих коней. У корені був Герой, а пристяжних — Мілка і Душка. Вони підкотили до нашого будинку, брязкаючи бубонцями на ногах, на шиях і срібним дзвіночком під дугою. Досі чую їх дзвін…»  Родіонов також відзначив у спогадах, що «після Жовтневого перевороту Оболенським вдалося виїхати з Глухово, не чекаючи виселення. У них було багато коштовностей, отриманих від княгині Хілкової» .

### Видавнича діяльність
1875 року, через два роки після смерті батька, Ганна Хілкова видала книгу «Дослідження та нотатки князя М. А. Оболенського з руських і слов'янських старожитностей». Мету видання розкрито в передмові:
| Князь Михайло Андрійович Оболенський до останніх днів життя з гарячою любов'ю переймався долею вітчизняної історії. Останньою з учених праць, виданих ним, було «Декілька слів про первісний Руський літопис» (Москва, 1870). За думкою і планом автора, за цією загальною частиною його праці повинні були слідувати пояснювальні додатки, де в окремих монографіях передбачалося розглянути деякі найважливіші питання руської старовини, як то: питання про походження Русі, про найдавніший її побут і писемність. Покійному князеві не вдалося виконати цей намір, не вдалося цілком висловитися і привести до бажаного кінця свої праці, плід багаторічних занять русько-слов'янськими старожитностями. За життя його віддруковано тільки два перші аркуші «Додатків», решта частково в закінченому, більшою ж частиною в незакінченому, так би мовити, в чорновому вигляді зберігалася в його портфелі. При всьому тому і ці уривчасті нотатки містять у собі стільки оригінальних і нових поглядів, стільки іноді гідних подиву та сміливих зближень і пояснень, що було б шкода, якби вони не побачили світу. Ось чому дочка його, княгиня Анна Михайлівна Хілкова, побажала зробити доступною для всіх «учену спадщину» свого батька. У цьому томі зібрано майже все, що знайшлося в паперах князя Михайла Андрійовича, і надруковано без будь-яких змін і додатків. Читач знайде тут багато уривчастого та недомовленого, багато такого, що тільки розбудить, але не задовольнить його допитливості. У всякому разі, запалити думку, навести дослідників на нові міркування — сама по собі заслуга важлива, а тому видавець сподівається, що посмертні вчені праці князя Оболенського в галузі вивчення вітчизняних старожитностей, які виходять нині в світ, не будуть зайвими. Оригінальний текст (рос.) Князь Михаил Андреевич Оболенский до последних дней своей жизни с горячею любовью занимался судьбами отечественной истории. Последним из ученых трудов, изданным им, было «Несколько слов о первоначальной Русской летописи» (Москва, 1870). По мысли и плану сочинителя, за этою общей частью его труда должны были следовать пояснительные приложения, где в отдельных монографиях предполагалось рассмотреть некоторые важнейшие вопросы русской старины, как то: вопрос о происхождении Руси, о древнейшем его быте и письменности. Покойному князю не удалось выполнить это намерение, не удалось вполне высказаться и привести к желанному концу свои труды, плод многолетних занятий русско-славянскими древностями. При жизни его отпечатаны лишь два первые листа «Приложений», остальное частью в оконченном, большею же частью в неоконченном, так сказать, в черновом виде хранилось в его портфелях. При всем том и эти отрывочные заметки содержат в себе столько оригинальных и новых взглядов, столько иногда поразительных и смелых сближений и объяснений, что было бы жаль, если бы они не увидели света. Вот почему дочь его, княгиня Анна Михайловна Хилкова, пожелала сделать доступным для всех «учёное наследие» своего родителя. В настоящем томе соединено почти все, что нашлось в бумагах князя Михаила Андреевича, и напечатано без всяких изменений и прибавлений. Читатель найдёт здесь много отрывочного и недоговоренного, много такого, что только затронет, но не удовлетворит его любознательность. Во всяком случае, возбудить мысль, навести исследователей на новые соображения — само по себе заслуга немаловажная, а потому издательница надеется, что выходящие ныне в свет посмертные ученые работы князя М. А. Оболенского в области изучения отечественных древностей не будут излишними. |
1879 року в Санкт-Петербурзі побачив світ «Збірник князя Хілкова», в якому чоловік Ганни Михайлівни продовжив її працю з видання творчої спадщини батька. У передмові Григорій Хілков писав:
| Після покійного тестя мого, гофмейстера, князя Михайла Андрійовича Оболенського, крім слов'янських рукописів, що надійшли після його смерті в Московський головний архів Міністерства закордонних справ, залишилося ще зібрання старовинних документів історично-юридичного змісту. Спадкоємиця покійного князя, дружина моя княгиня Анна Михайлівна, яка видала вже у світ, 1875 року, більшу частину рукописних досліджень і нотаток князя з руських і слов'янських старожитностей, передала мені згадані документи для опублікування тих із них, які матимуть значення для російської історії. Не обмежуючись зазначеними матеріалами, я побажав доповнити свою збірку витягами цікавих документів з інших сховищ давньої писемності. Оригінальний текст (рос.) После покойного тестя моего, гофмейстера, князя Михаила Андреевича Оболенского, кроме славянских рукописей, поступивших после его смерти в Московский главный архив Министерства иностранных дел, осталось еще собрание старинных документов историко-юридического содержания. Наследница покойного князя, супруга моя княгиня Анна Михайловна, издавшая уже в свет, в 1875 году, большую часть оставшихся в рукописях исследований т заметок князя по русским и славянским древностям, передала мне упомянутые документы для напечатания тех из них, которые окажутся имеющими значение для русской истории. Не ограничиваясь означенными материалами, я пожелал дополнить свой сборник извлечением любопытных документов из других хранилищ древней письменности. |

### Подільська землевласниця
Ганна Хілкова була власницею земель у містечку Карвасари (нині в складі Кам'янця-Подільського) — 13 десятин, в селах Підзамче (нині в складі Кам'янця-Подільського) — 61 десятина, Янчинці (нині Колибаївка) — 447 десятин, Довжок — 1767 десятин, Суржа — 340 десятин. З цих 2628 десятин 38 % (1006 десятин) припадало на ліс: 38 десятин у Янчинцях, 753 — у Довжку, 215 — у Суржі.
Довжоцький ключ (крім Суржі, що виникла в середині XIX століття) був частиною колишнього Кам'янецького староства, яке 1793 року, після приєднання Поділля до Російської імперії, російська імператриця Катерина II подарувала дипломатові Аркадію Моркову — рідному братові генерал-майора Миколи Моркова (прадіда Ганни Хілкової).
Фольклористка Тамара Сис записала спогади Яна Боцяновського з Підзамча, в яких той розповідає, як в дитинстві майбутній народний комісар освіти УРСР Володимир Затонський здійснював набіги на сади княгині Хілкової :
| Ми росли разом із Володимиром і Євгеном Затонськими. Євген був спокійнішим, а Володимир, як вихор. Він став нашим ватагом… Збитошні ми були до жаху! Кругом повно садів. Найбільші з них належали княгині Хілковій. Один у п'ятдесят (тепер там провулок Зелений), а другий в п'ятнадцять десятин (між вулицею Некрасова та провулком Кам'янецьким). Туди ми найбільше «мали спад». Усім керував Володимир. Одні вертілись перед очима сторожа, а інші тим часом «збирали врожай». |
У Ганни Хілкової були непрості стосунки із селянами села Довжок. Так, коли в Подільській губернії впроваджувалася в життя чиншова реформа 1886 року і на підставі відповідного положення землевласники протягом року зобов'язані були скласти списки вічних чиншовиків, то вотчинниця Довжка княгиня Ганна Хілкова відмовила всім мешканцям села у визнанні чиншових прав і списку не склала . У Суржі, однією частиною якої володіла княгиня Хілкова, а іншою — вотчинник Шенвальд, визнавалися чиншові права на сіножатну землю: за 26 господарями — по одній десятині в частині княгині та по 1800 сажнів у двох чиншовиків у маєтку Шенвальда .
Наприкінці 1905 року в маєтку Хілкової зафіксовано факти «аграрних безпорядків». Так, у ніч з 14 на 15 грудня довжоцькі селяни вчинили порубку лісу княгині Хілкової, причому службовців княгині вони вигнали з лісу. Те саме повторилося 30 грудня .
Після смерті княгині Хілкової одним із її спадкоємців став її племінник (син її двоюрідного брата Миколи Володимировича Оболенського) — князь Микола Миколайович Оболенський. У списку землевласників Кам'янецького повіту на 1914 рік зазначено, що перед Першою світовою війною йому належала 371 десятина в селі Довжок.

### Фундаторка церков

Довжок. Церква Різдва Пресвятої Богородиці. 2011 рік

1872 року в Довжку розпочалося будівництво кам'яної церкви на честь Різдва Пресвятої Богородиці. На цю справу княгиня Хілкова виділила 5 тисяч рублів, 3 тисячі зібрала громада, а 9 тисяч надійшло з державної скарбниці. Збудували церкву не на місці старої дерев'яної в центрі села, а на краю Довжка — на польовій землі, яку для цього пожертвував князь Хілков. Храм збудували за два роки. А старий дерев'яний 1881 року продали в Шутнівці, де саме тоді згоріла церква.
Після смерті чоловіка княгиня Хілкова висловила бажання в якомусь селі збудувати храм у пам'ять Григорія Дмитровича. За вказівкою подільського єпископа Доната вона вибрала Шутнівці. 12(24) квітня 1888 року тут було закладено новий храм, а до 1891 року будівництво церкви повністю завершено. Цей храм, влаштований княгинею Хілковою, був кам'яним, великим, гарним як ззовні, так і всередині. Ганна Михайлівна подарувала церкві трьох'ярусний іконостас, дорогі ікони, лампади, срібне начиння, облачення. З ікон, пожертвуваних княгинею Хілковою, найзначнішою була невелика старовинна ікона Божої Матері «Троєручиця», яку встановили над царськими вратами. 13(25) жовтня 1891 року преосвященний Димитрій урочисто освятив церкву в ім'я святого Григорія, Просвітителя Вірменії, ім'я якого носив покійний чоловік будівниці церкви — князь Григорій Дмитрович Хілков.
У радянські часи як саму церкву, так і ікону «Троєручиця» було знищено. В часи незалежної України церкву було збудовано наново. Завдяки директорові приватного підприємства «Миронюк» Вікторові Миронюку створено нову копію ікони. У неділю, 14 травня 2006 року, з благословення єпископа Кам'янець-Подільського і Городоцького Феодора відбувся хресний хід, яким копію ікони Божої Матері «Троєручиця» було доставлено з кафедрального собору святого Георгія в Кам'янці-Подільському до Свято-Григорівського храму села Шутнівці, де відбулася святкова Божественна літургія.

### Засновниця спиртового заводу
Спиртовий завод на окраїні Довжка збудовано 1896 року на замовлення княгині Ганни Хілкової та за сприяння німецької компанії. Того ж року завод видав першу продукцію. Виготовляли спирт із картоплі, яку вирощували на землях, що належали княгині. Спиртзавод був невеликий, працював на дровах, воду використовували зі ставків, розташованих поблизу. Штат заводу теж був невеликий: керівник і 17 робітників.
В Подільському адрес-календарі, виданому 1900 року, зазначено, що в селі Довжок є винокурний ректифікаційний завод, який належить княгині Ганні Михайлівні Хілковій, а керує заводом дворянин Тит Петрович Жлобницький (поштовий адрес — Кам'янець-Подільський) .